# Adolphsplatz

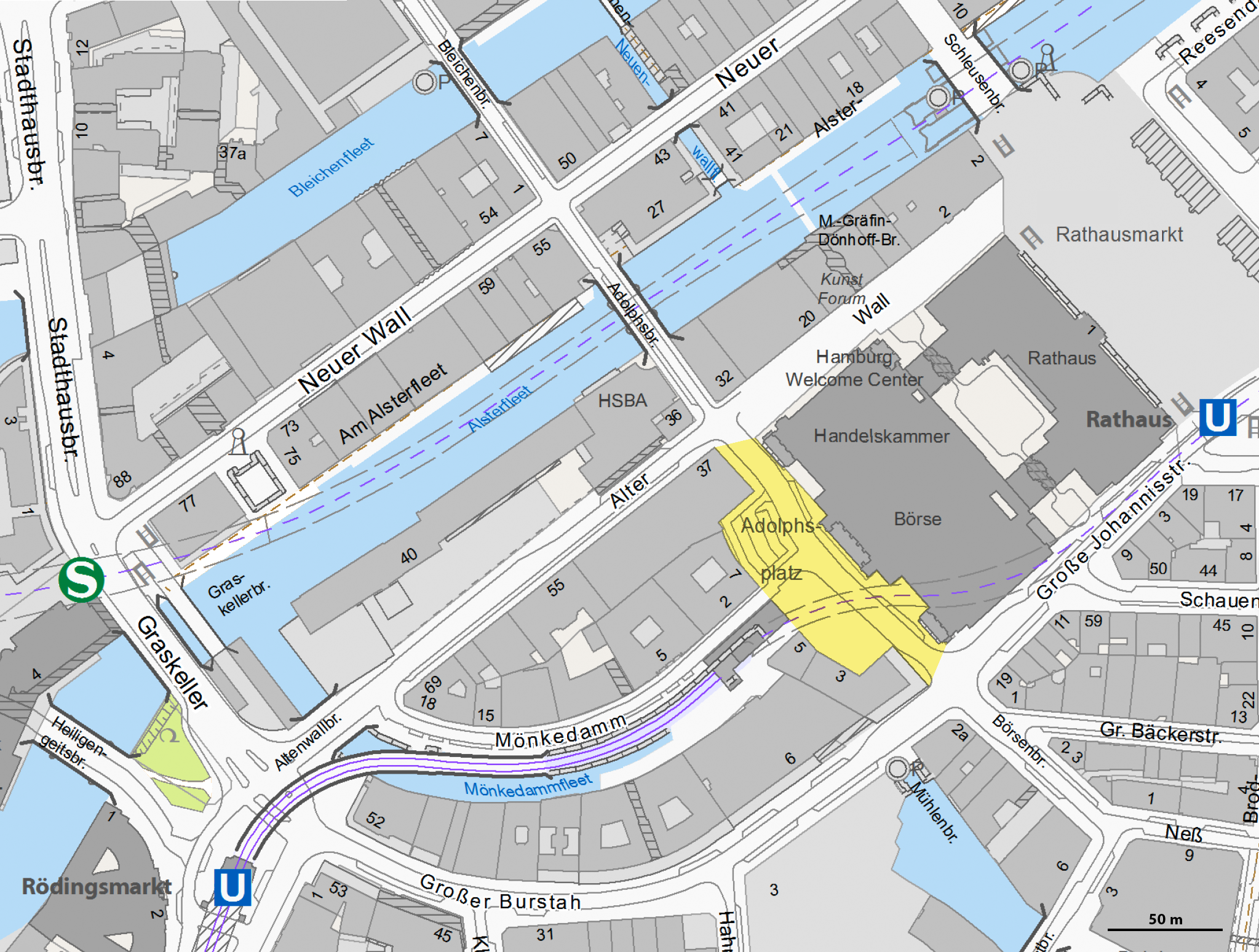
Lage des Adolphsplatzes in der Hamburger Innenstadt

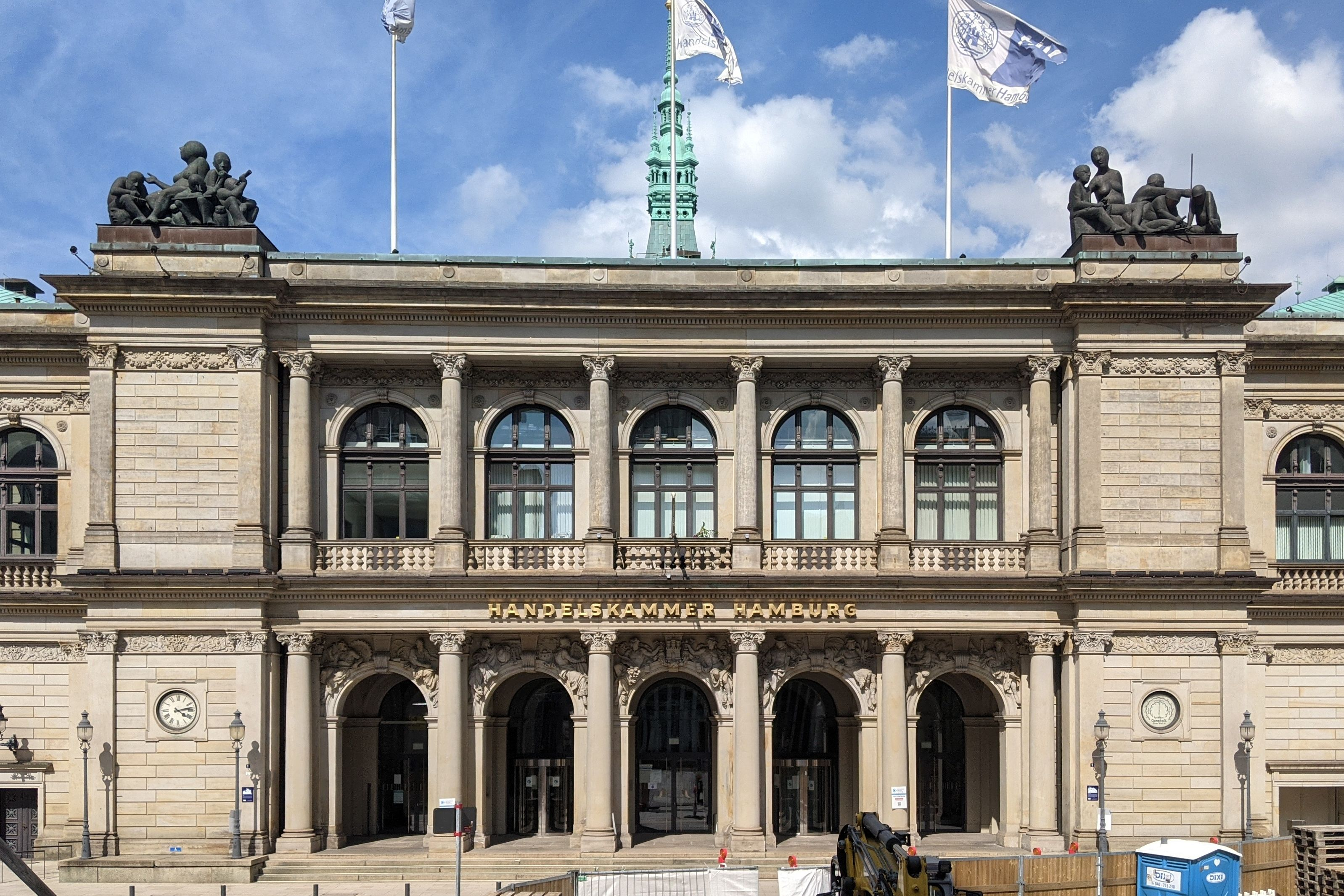
Börse und Handelskammer am Adolphsplatz

Der Adolphsplatz ist ein zentraler Platz in der Hamburger Innenstadt, südwestlich des Baublockes aus Hamburger Rathaus und Hamburger Börse. Er ist seit 1821 benannt nach Adolf IV. von Schauenburg und Holstein, dem Gründer des einst an dieser Stelle gelegenen Marien-Magdalenen-Klosters.

## Geschichte
Einer späteren Legende nach soll Adolf IV. in der Schlacht von Bornhöved 1227 die Heilige Maria Magdalena um Hilfe angefleht und ein Gelübde abgelegt haben, ihr im Falle des Sieges ein Kloster zu stiften. In Erfüllung dieses Versprechens gründete er 1231 in Hamburg ein Franziskanerkloster und trat 1239 auch selbst in dieses Kloster ein. Das Kloster befand sich in der Alsterniederung am damaligen Stadtrand, etwa am Ort des heutigen Platzes und des angrenzenden Börsengebäudes. Während der Reformation wurde das Kloster aufgehoben und in ein Wohnstift für bedürftige Jungfrauen und Witwen umgewandelt.

U-Bahnbau 1908: Ansicht vom Mönkedamm, über der Tunneleinfahrt das Dach der Börse und darüber der Rathausturm

Der heutige Platz entstand 1807 durch den Abriss der Klosterkirche und hieß zunächst nur Marien-Magdalenen-Kirchhof. 1821 wurde der Platz bepflanzt und mit einem Denkmal für Adolf IV. versehen, das später mehrfach versetzt und im Zweiten Weltkrieg zerstört wurde. Ebenfalls 1821 erhielt der Platz seinen heutigen Namen.
Die übrigen Klostergebäude bestanden noch bis 1839 und wurden dann für den Bau der neuen Börse (heute Sitz der Handelskammer Hamburg) abgerissen. Das Wohnstift war zuvor in einen Neubau am Glockengießerwall verlegt worden und zog 1901 abermals nach Eilbek um, wo es 1943 bei Luftangriffen zerstört wurde.
Der Platz und der Südflügel der Börse wird seit 1908 durch die Ringlinie der Hamburger Hochbahn unterquert. Die nächste Station ist Rathaus im Nordosten und Rödingsmarkt im Südwesten.

## Beschreibung
Die gesamte Nordostseite wird vom 1841 errichteten und später mehrfach erweiterten Gebäude der Hamburger Börse, heute Sitz der Handelskammer, eingenommen. Im Süden begrenzt die Hauptverwaltung der Hamburger Sparkasse (Haspa) den Platz. An diesem Standort befand sich einst die alte Hamburger Girobank, später deren Nachfolger Reichsbank, ehe sie 1919 in neue Räume am Alten Wall umzog. Von dem 1897 durch Martin Haller umgebauten Gebäude ist nichts erhalten. An dessen Stelle steht das 1954 von Gottfried Schramm und Jürgen Elingius erbaute und später mehrfach erweiterte Bürogebäude mit Kassenhalle über dem überbauten Mönkedammfleet. Direkt zum Platz (Nr. 5) wendet sich das 1907 von Martin Haller und Hermann Geißler für die Berenberg Bank errichtete Bürogebäude, das heute ebenfalls von der Haspa genutzt wird und seit 2013 unter Denkmalschutz steht.
Neben dem ehemaligen Berenberg-Bankhaus befindet sich unter der Hausnummer 6 das 2012/13 erbaute Bürogebäude des „Handelskammer Innovations-Campus“ (HKIC), das zeitweise auch von der HSBA Hamburg School of Business Administration genutzt wurde. Neben diesem verlässt der Mönkedamm mit der Rampe der U-Bahn-Linie 3 den Platz in Richtung Südwesten.
Das westlich anschließende Gebäude an der Ecke zum Alten Wall wurde für die Deutsche Bank 1896–97 wiederum durch Martin Haller errichtet. Nach Kriegszerstörung erfolgte der Neubau 1951–53 durch Georg Wellhausen. Auch dieses Gebäude steht seit dem 1. Mai 2013 unter Denkmalschutz.

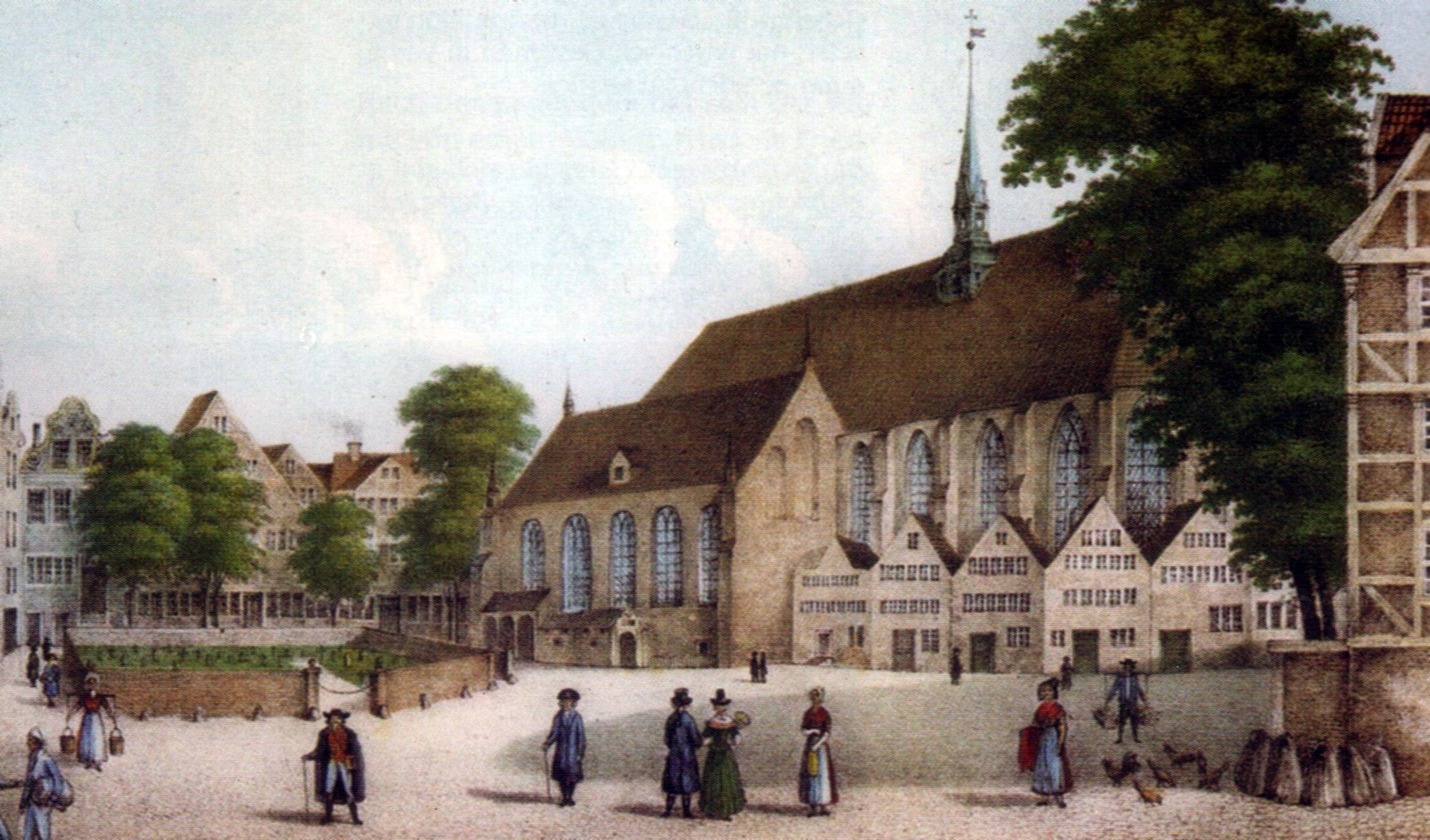
Maria-Magdalenen-Kloster um 1800
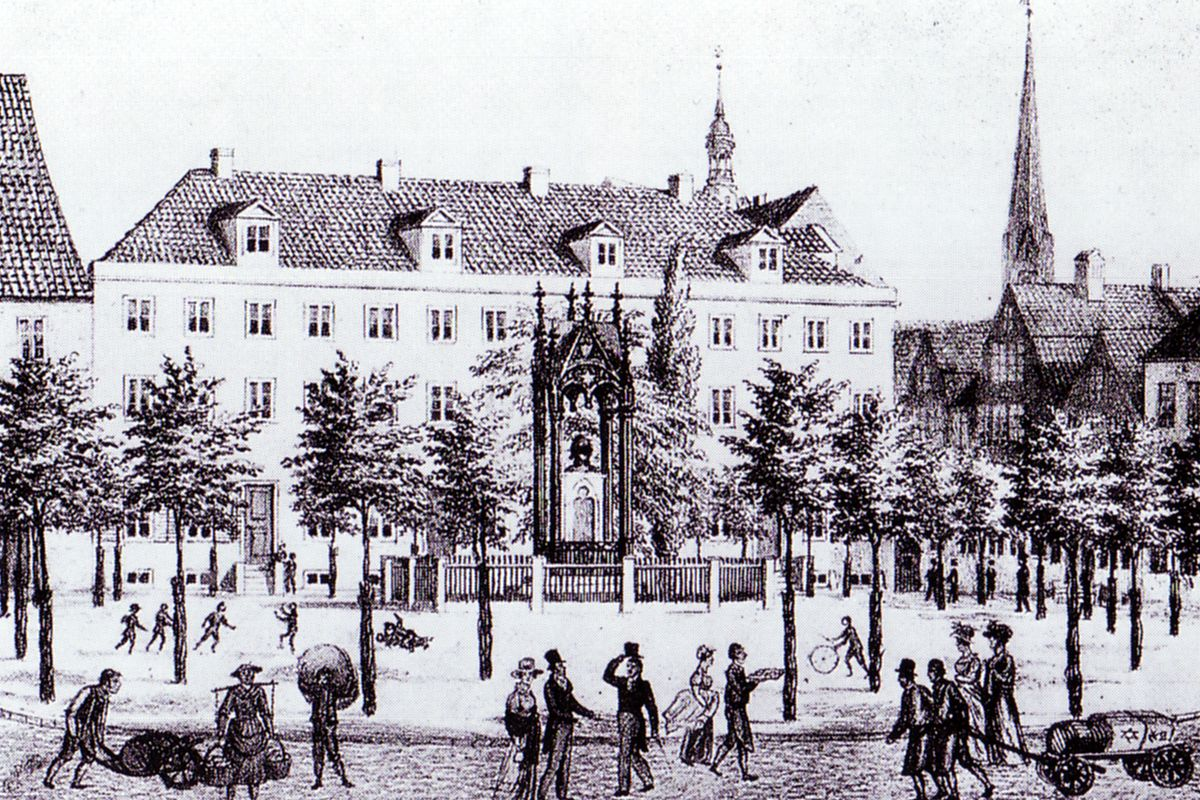
Adolphsplatz 1821 mit dem Denkmal für Adolf IV.
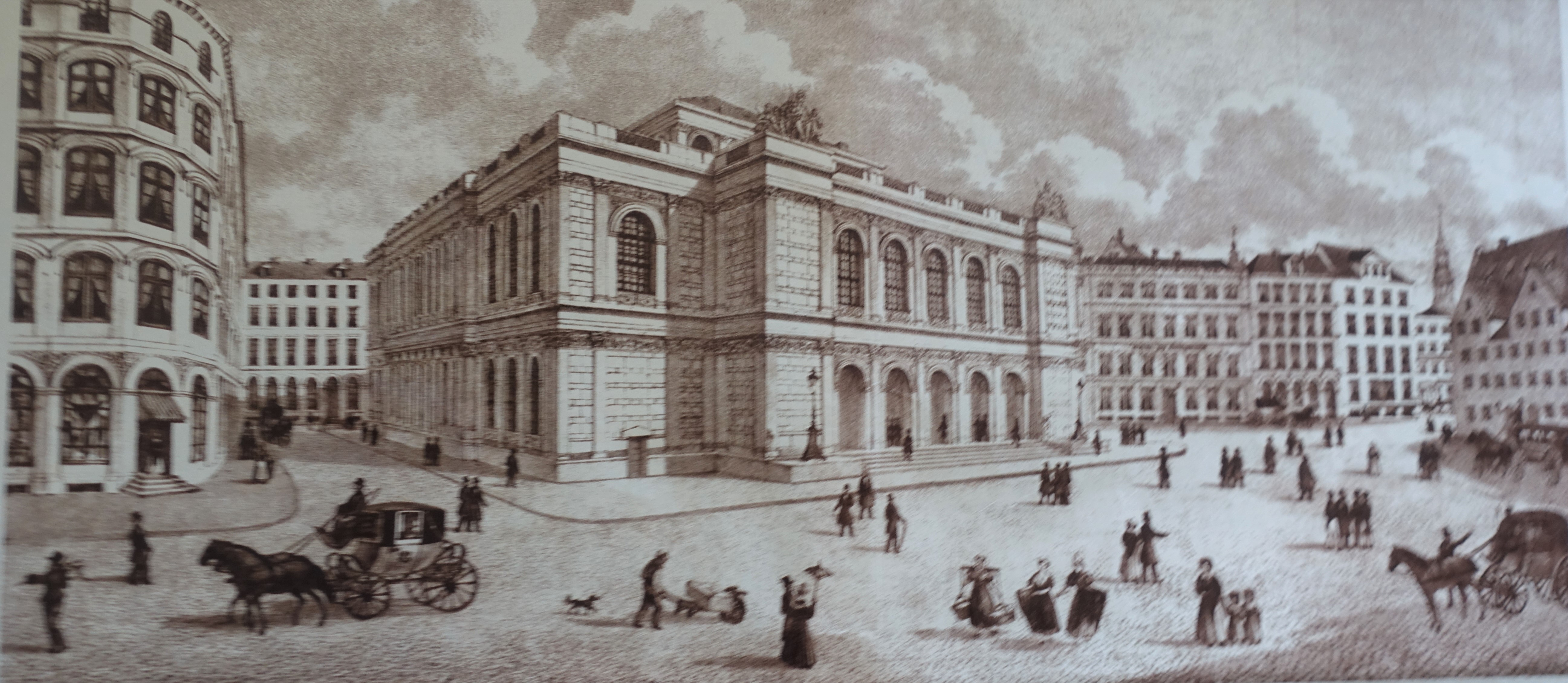
Adolphsplatz mit der neuen Börse um 1845
Adolphsplatz um 1900 in Richtung Nordwesten. Rechts die Börse, links das Gebäude der Deutschen Bank
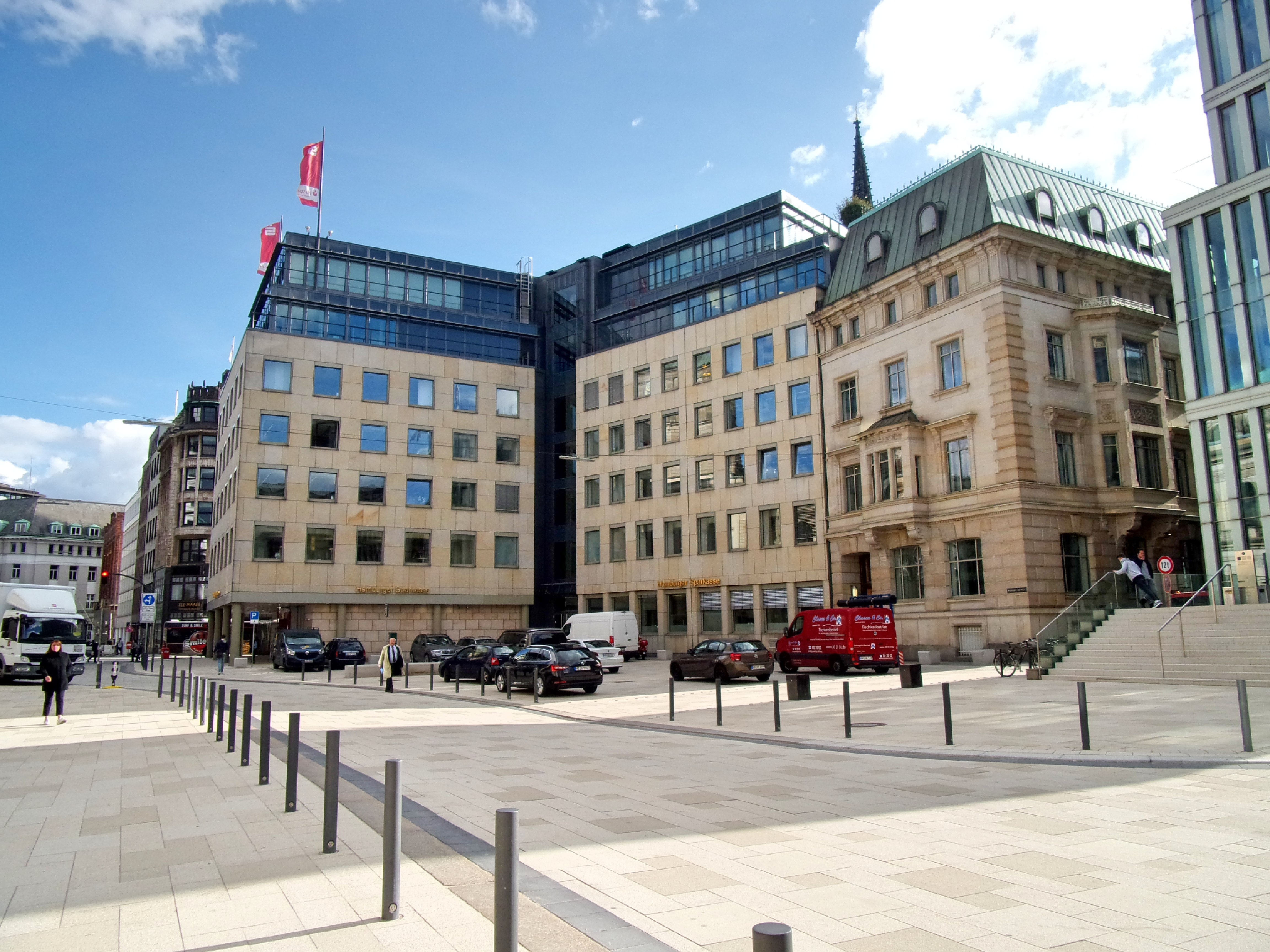
Blick vom Alten Wall
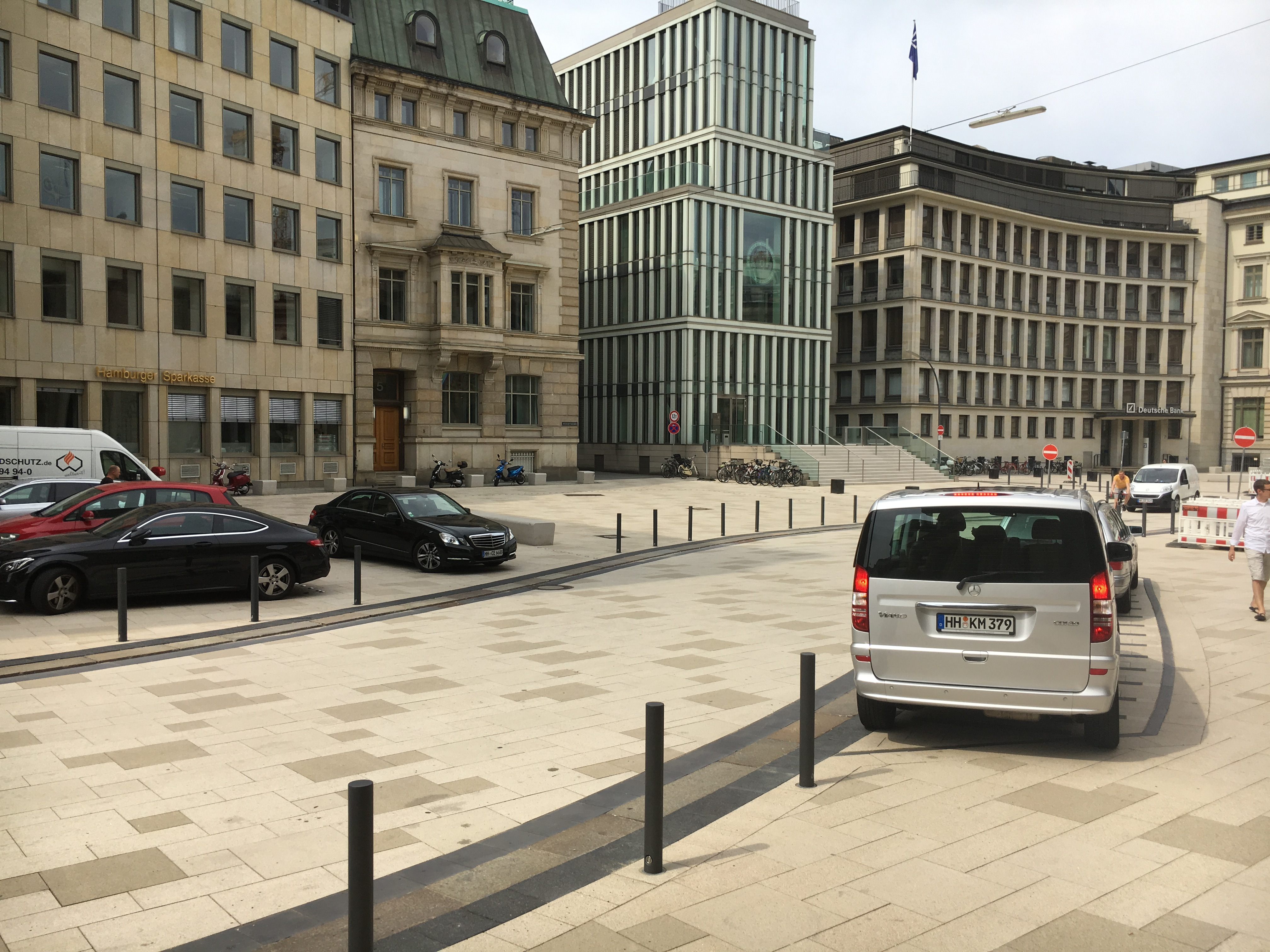
Blick in Richtung Alter Wall